# Andrea Bari
Andrea Bari (ur. 5 marca 1980 w Ostrze) – włoski siatkarz, grający na pozycji libero.

## Sukcesy klubowe
Mistrzostwo Włoch:
- 2008, 2011, 2013
- 2009, 2010[1], 2012
- 2017

Liga Mistrzów:
- 2009, 2010, 2011
- 2017
- 2012

Klubowe Mistrzostwa Świata:
- 2009, 2010, 2011, 2012

Puchar Włoch:
- 2010, 2012, 2013

Superpuchar Włoch:
- 2011

## Sukcesy reprezentacyjne
Mistrzostwa Europy Kadetów:
- 1997

Mistrzostwa Świata Kadetów:
- 1997

Mistrzostwa Europy:
- 2011

Igrzyska Olimpijskie:
- 2012

## Nagrody indywidualne
- 2010: Najlepszy libero Final Four Ligi Mistrzów[2]
- 2011: Najlepszy libero Final Four Ligi Mistrzów
- 2011: Najlepszy libero Mistrzostw Europy